# ジブラルタル

ジブラルタル
Gibraltar

ジブラルタル（Gibraltar）は、イベリア半島の南東端に突き出した小半島を占めるイギリスの海外領土。
地中海の出入り口であるジブラルタル海峡に面している。歴史的に軍事・海上交通における要衝とされ、「地中海の鍵」とあだ名される。現在ジブラルタルを領有するイギリスは、イギリス軍を駐屯させている。
半島の大半を占める特徴的な岩山（ザ・ロック）は、古代より西への航海の果てにある「ヘラクレスの柱」の一つとして知られてきた。半島は8世紀よりムーア人、レコンキスタ後はカスティーリャ王国、16世紀よりスペイン、18世紀よりイギリスの占領下にあるが、その領有権を巡り今もイギリスとスペインの間に争いがある。カリフォルニア大学バークレー校のロン・ハスナーによると、ジブラルタルをめぐるイギリスとスペインの対立が、現在も続いている中で記録上最も古い領土問題である。
地名の由来は、ジブラルタル海峡を渡ってイベリア半島を征服したウマイヤ朝の将軍であるターリク・イブン・ズィヤードにちなんでおり、アラビア語で「ターリクの山」を意味するジャバル・ターリク（Jabal Ţāriq、阿: جبل طارق）が転訛したものである。なお、ジブラルタルの英語での発音は「ジブロールタ(ァ)」[dʒiˈbrɔːltə（r）]、スペイン語での発音は「ヒブラルタル」[xiβɾalˈtaɾ]に近い。

## 歴史

### 古代
人類の痕跡は古く、ネアンデルタール人の遺跡が発見されている。紀元前950年にフェニキア人がジブラルタルに初めて定住するようになった。その後もローマ人やヴァンダル族、ゴート族などがジブラルタルに訪れたが、どれも永住ではなかった。フェニキア人国家のカルタゴが第1次ポエニ戦争後にジブラルタルと南イベリア半島を勢力下としたのち、第2次ポエニ戦争によってローマ帝国がジブラルタルとイベリア半島を属領としたものの、400年代初期から西ゴート族がイベリア半島に居住するようになり、西ローマ帝国滅亡後は西ゴート王国の支配下となった。

### ムスリム支配期（711年 - 1462年）
711年、西ゴート王国はウマイヤ朝のターリク・イブン・ズィヤードに征服され、滅亡する。ムーア人の支配を受けてイスラム圏に入るが、およそ4世紀の間ジブラルタルが発展することはなかった。756年には後ウマイヤ朝が成立。変遷を経て1309年にナスル朝グラナダ王国の一部となる。カスティーリャ王国によって一時占領されるが、1333年にマリーン朝が奪還し、1374年マリーン朝はグラナダ王国にジブラルタルを割譲した。

### カスティーリャ・スペイン領期（1462年 - 1713年）
1462年にメディナ・シドニア公がジブラルタルを奪取し、750年間に渡るムーア人の支配を終えた。
メディナ・シドニアは追放されたスペイン・ポルトガル系ユダヤ人にジブラルタルの土地を与え、コンベルソのペドロ・デ・エレアがコルドバとセビリアから一団のユダヤ人を移住させ、コミュニティが建設された。そして、半島を守るため駐屯軍が設立された。しかし、セファルディムとなったユダヤ人は数年後にコルドバか異端審問所に送還された。フェルナンド2世がスペイン王国を打ちたて、1501年にはジブラルタルもスペイン王国の手の下に戻った。同年にイサベル1世からジブラルタルの紋章が贈られた。
八十年戦争中の1607年にオランダ艦隊がスペイン艦隊を奇襲し、ジブラルタル沖が戦場となった（ジブラルタルの海戦）。この海戦でスペイン艦隊は大きな打撃を被った。1701年にスペイン王位継承で候補者の1人カール大公（後の神聖ローマ皇帝カール6世）の即位を後押しするオーストリア、イギリス、オランダがフランス王ルイ14世とスペイン王フェリペ5世に宣戦布告し、スペイン継承戦争が始まると、オーストリア、イギリス、オランダの同盟艦隊はスペイン南岸にある港町の襲撃を繰り返した。
1704年8月4日、ジョージ・ルーク提督率いるイギリスとオランダの艦隊の支援の下、オーストリアの軍人であるゲオルク・フォン・ヘッセン=ダルムシュタット（ヘッセン=ダルムシュタット方伯ルートヴィヒ6世の息子）指揮下の海兵隊がジブラルタルに上陸した。交渉の末、住民は自主退去を選択し、海兵隊はジブラルタルを占領した（ジブラルタルの占領）。フランス・スペイン連合軍はジブラルタル奪回のため艦隊をトゥーロンから派遣、それを阻止しようとルーク率いるイギリス・オランダ海軍が迎撃に向かい、フランス・スペイン海軍が撤退したことでジブラルタルは確保された（マラガの海戦）。

### イギリス領期（1713年 - ）
1713年4月11日にユトレヒト条約の締結によって戦争が終結するものの、その条約でジブラルタルはイギリス領として認められ、スペインは奪回の機を失った。アメリカ独立戦争中はスペインが独立軍の支援にまわり、1779年からジブラルタルへの厳重な封鎖を行った（ジブラルタル包囲戦）。イギリス軍は1782年に浮き砲台と包囲兵を撃破し、包囲網を破ることに成功した。翌年にはパリ条約に先立ち、講和が行われ、ジブラルタルは解放された。
1805年、トラファルガーの海戦ではイギリス海軍の拠点となった。その後、インドへのルートにスエズ運河の開通で地中海が加わり、蒸気機関を動力とする装甲巡洋艦などが海軍で普及すると給炭基地の役割も求められ、第一次世界大戦においてもジブラルタルが重要視されるようになった。
第二次世界大戦中もジブラルタル海峡の封鎖を行っていたフランスがドイツに敗北し、親独政権であるヴィシー政権が設立されフランス海軍がその指揮下に入ると、イギリス海軍H部隊がジブラルタルに配備された。トーチ作戦ではアメリカ軍もジブラルタルを拠点にした。なお、ドイツ軍はジブラルタルを陸路から攻略することを企て、フランシスコ・フランコ独裁下にあり中立国であったスペインに参戦と協力を要請したが、拒否された（フェリックス作戦）。
第二次世界大戦後は、東西冷戦がはじまるもイギリス海軍が役割を縮小すると同時にジブラルタルの軍事的役割も低下した。1967年にイギリス地中海艦隊が解隊され、これに代わるアメリカ海軍第6艦隊はイタリアのガエータを拠点にしている。
しかし、1982年のフォークランド紛争や1986年のアメリカ空軍によるリビア爆撃で再びジブラルタルと基地の重要性が確認され、現在もイギリス海軍のジブラルタル戦隊 (Gibraltar Squadron) が駐留している。

## 地形
領域は南北に細長く伸びた半島になっており、南北に5km、東西に1.2kmある。東は地中海、南はジブラルタル海峡、西はジブラルタル湾に面する。北側は砂質の低地でスペイン本土のアンダルシア州ラリネア･コンセプシオンと繋がり、いわゆる陸繋島となっている。
半島の南端はエウローパ岬（ヨーロッパ岬）と呼ばれ、そこからジブラルタル海峡をはさんだアフリカ側にはスペイン領セウタがある。一方、北側の砂州にはジブラルタル国際空港があり、その北に幅800メートルの中立地帯（イスモ、Istmo）が設けられて国境を成し、さらにその北がスペイン本土の町ラ・リネアである。ジブラルタルとスペインの国境にはフェンスが設けられている。

ジブラルタルの地図

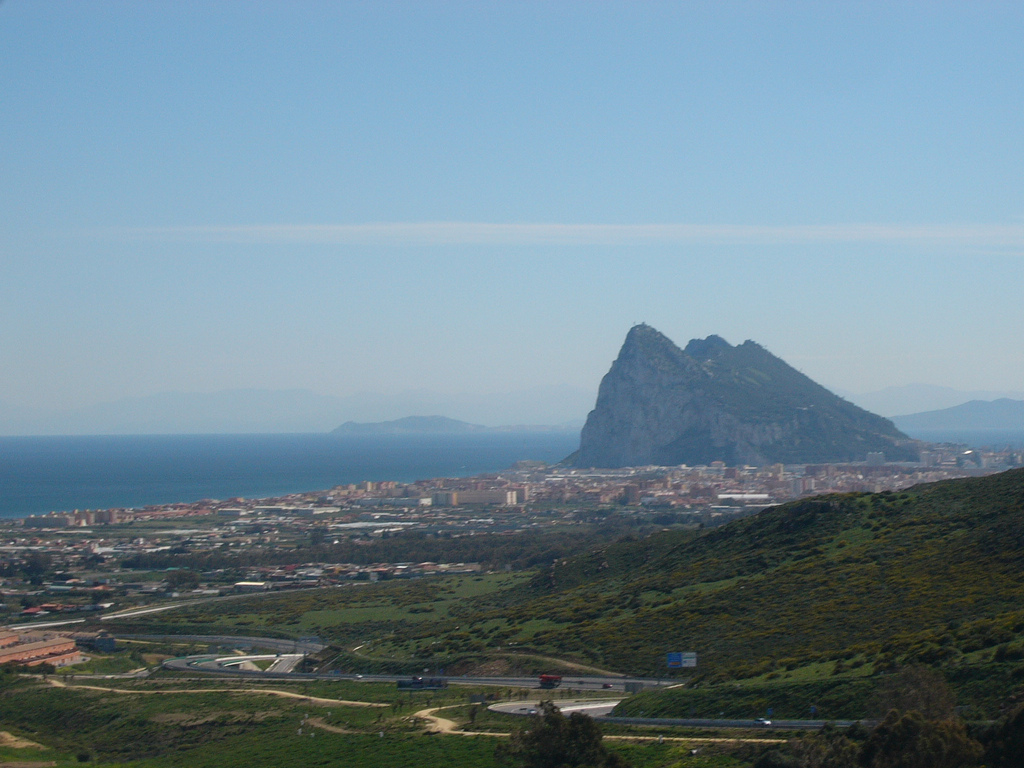
ジブラルタルのザ・ロックと手前のラリネア市街

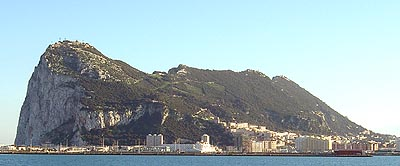
北西からの眺め

### ザ・ロック
半島の大半を占める、石灰岩と頁岩からなる岩山は「ザ・ロック」と呼ばれる。東側は事実上登攀不能の崖であり、西側も山頂付近は急峻だが、中腹以下は比較的緩やかな傾斜となって市街地が階段状に連なり、さらに下った沿岸部分は港湾施設が大部分を占める。最高峰（ターリク山）は岩山の南側頂点にあたるオハラ砲台跡の展望台で、海抜426メートルある。北側頂点（トップ・オブ・ザ・ロック、海抜412メートル）には麓の市街からロープウェーで登ることができ、徒歩によるつづら折りのトレッキングコースもある。こちらも展望台があり、レストランなどもある。
石灰岩地質によって形成された鍾乳洞が山の中腹にある。鍾乳洞は見学ができ、見学コースの途中には、世界的にも珍しい鍾乳洞の空間を利用したコンサートホールがあるが、自然の鍾乳洞に手が加えられていることから、自然保護の観点から賛否がある。
また、岩山を掘って作られた主に軍事目的の地下通路、弾薬庫、貯蔵庫などもあり、掘り出された土砂は北西岸の埋め立て（飛行場建設など）に使われた。
ジブラルタルには自然の湧水源や河川がなく、夏季に全く雨が降らないこともしばしばであるため、東側山麓の斜面に岩山そのものを穿った雨水用の貯水槽が作られている。上水はそこから集めた水、ポンプでくみ上げた水、海水を蒸留した水をブレンドして供給されている（非飲料用としては海水も利用されている）。

## 気候
地中海性気候および亜熱帯に属する。夏季は高温多湿であり、冬季は比較的温暖で降雨も適度にある。
| ジブラルタルの気候     | ジブラルタルの気候 | ジブラルタルの気候 | ジブラルタルの気候 | ジブラルタルの気候 | ジブラルタルの気候 | ジブラルタルの気候 | ジブラルタルの気候 | ジブラルタルの気候 | ジブラルタルの気候 | ジブラルタルの気候 | ジブラルタルの気候 | ジブラルタルの気候 | ジブラルタルの気候 |
| 月                     | 1月                | 2月                | 3月                | 4月                | 5月                | 6月                | 7月                | 8月                | 9月                | 10月               | 11月               | 12月               | 年                 |
| ---------------------- | ------------------ | ------------------ | ------------------ | ------------------ | ------------------ | ------------------ | ------------------ | ------------------ | ------------------ | ------------------ | ------------------ | ------------------ | ------------------ |
| 平均最高気温 °C （°F） | 16 (61)            | 16 (61)            | 17 (63)            | 18 (64)            | 21 (70)            | 24 (75)            | 27 (81)            | 27 (81)            | 26 (79)            | 21 (70)            | 18 (64)            | 16 (61)            | 21 (70)            |
| 日平均気温 °C （°F）   | 13 (55)            | 13 (55)            | 15 (59)            | 16 (61)            | 18 (64)            | 21 (70)            | 23 (73)            | 24 (75)            | 22 (72)            | 19 (66)            | 16 (61)            | 14 (57)            | 18 (64)            |
| 平均最低気温 °C （°F） | 11 (52)            | 11 (52)            | 12 (54)            | 13 (55)            | 15 (59)            | 17 (63)            | 20 (68)            | 20 (68)            | 20 (68)            | 16 (61)            | 13 (55)            | 12 (54)            | 15 (59)            |
| 降水量 cm （inch）     | 12 (4.7)           | 10 (3.9)           | 10 (3.9)           | 6 (2.4)            | 3 (1.2)            | 1 (0.4)            | 0 (0)              | 0 (0)              | 2 (0.8)            | 7 (2.8)            | 14 (5.5)           | 13 (5.1)           | 83 (32.7)          |
| 出典：Weatherbase      |                    |                    |                    |                    |                    |                    |                    |                    |                    |                    |                    |                    |                    |

## 生物

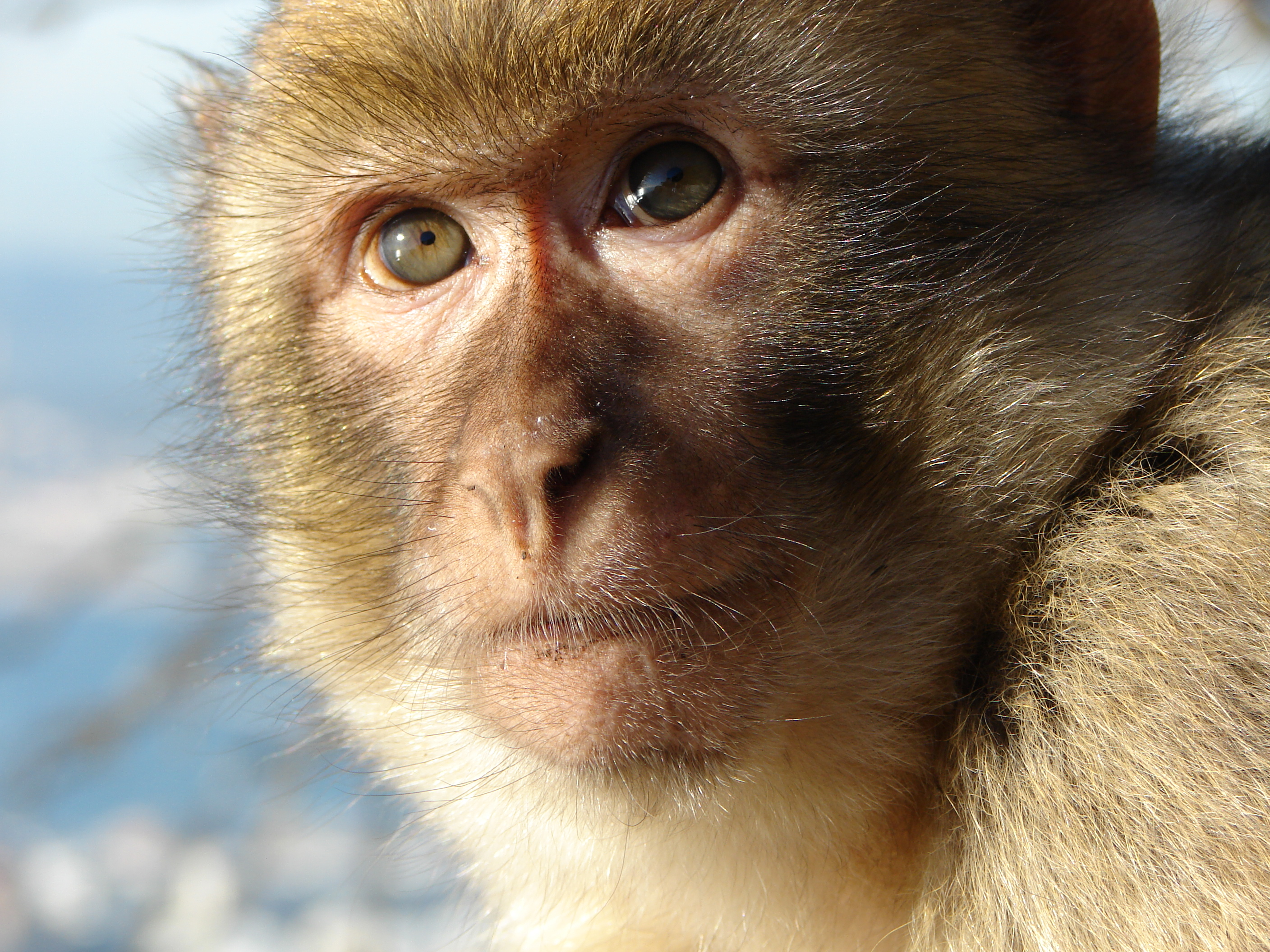
バーバリーマカク

植生は500種以上にのぼる。ザ・ロックの頂上付近にはオリーブやマツが自生し、ジブラルタル・キャンディタフトというこの地特有の花も見られる。
ザ・ロックはヨーロッパで唯一となる野生猿の生息地である。これらのバーバリーマカクはマカク属なのでニホンザルと近縁だが、オスの成体は体毛が長くタイワンザルに似ている。彼らがジブラルタルからいなくなったら英国がジブラルタルから撤退するとの伝説がある。この猿達の世話はイギリス陸軍砲兵隊の管轄。また、第二次世界大戦中に物資不足から猿の個体数が減少したがチャーチル首相が直々に猿の保護を命じたという逸話が残っている。
猿のほかには、ウサギ、キツネなどの小動物がみられる。また、ザ・ロックは渡り鳥の群れの中継地点ともなっている。

## 政治

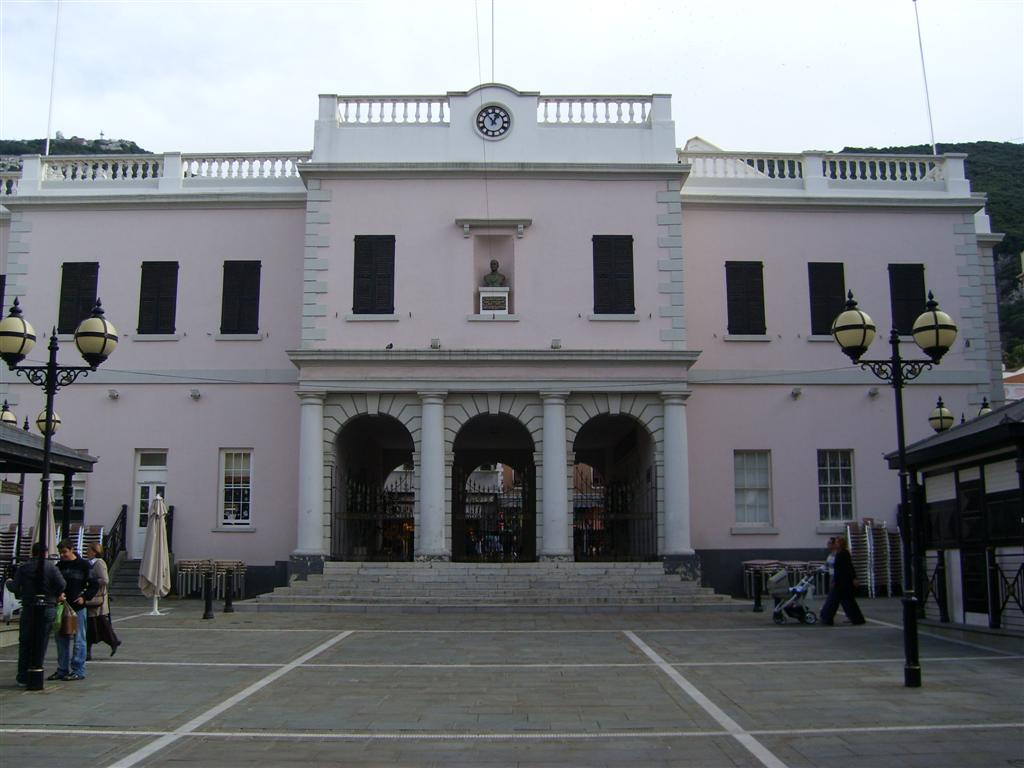
ジブラルタル議会

1969年の憲法制定以来、ジブラルタル自治政府によって、防衛以外では内政に関して完全な自治が行なわれている（ただし、国際連合非自治地域リストに掲載されてもいる）。イギリス国王がイギリスの首相の助言に基づいて任命するジブラルタル総督（Governor）が、国王の代理として首長を務める。総督には現役軍人が任命され、実権を帯びた最高軍事司令官（Commander-in-Chief、守備隊長）を兼ねる。総督の自治政府首長としての任務は概ね名目的である。
選挙権は18歳以上のジブラルタル人と、6か月以上居住しているイギリス人に与えられる。4年毎の選挙によって、ジブラルタル議会（一院制）の議員17名が選ばれる。また、彼ら以外に1名の議長 (Speaker) が、首相 (Chief Minister) の助言に基づき総督によって任命される。首相には、議会の多数党党首が総督により任命される。議員のうちから多数党党首が9名の閣僚を指名し、彼らもともに総督によって任命される。

### 帰属問題
1713年のユトレヒト条約以降イギリスが統治を続けているジブラルタルだが、スペインは今も返還を求めている。ジブラルタルはヨーロッパに残る最後の「植民地」であり、また係争当事国がいずれもEU加盟国であった点、係争が300年もの長きにわたっている点で、世界の領土問題のなかでも異色の存在と言える。
スペインの基本的見解は、ユトレヒト条約第10条はジブラルタルの町、城、それに付随する港、要塞の所有と軍事利用をイギリスに認めたに過ぎず、主権はスペインに残っているというものである。スペインにとってジブラルタルは長らく「スペインの靴の中に入ったペニョン（岩山）」となっている。しかし返還を求めるスペインの主張は、モロッコのセウタなど自らの植民地所有と矛盾するものでもある。一方、現在のイギリス統治が住民から圧倒的支持を受けていることは1967年9月の住民投票から明らかであるが、同年12月に国連の非植民地化委員会はイギリスのジブラルタル領有を植民地主義的だとして返還を促す決議を採択している。
1704年のイギリスによるジブラルタル占領以降、スペインはジブラルタルを武力で奪回すべく1705年、1727年、1783年に包囲戦をしかけたが、いずれも失敗した。また、その後の外交による交渉も全て不首尾に終わった。19世紀後半以降、スペインの国力が衰えている時期にイギリスは国境を北へ押し上げる行動に出た。最終的にこれはスペイン本土との間に非武装中立地帯を設けることで落ち着いたが、ここの境界線の画定は今も棚上げされた状態である。
1954年2月、イギリスの植民地を歴訪していたエリザベス2世がスペインの抗議にもかかわらず最後の訪問地としてジブラルタルに入ると、スペイン各地で抗議運動が沸き起こった。スペインは翌1955年に国連加盟を果たし、さっそくジブラルタル問題を国際世論に訴えかけ、1957年にジブラルタル返還を求めて国連に提訴した。1960年代には運動を強化し、1964年に国連の非植民地化委員会へ返還要求を提出した。イギリスはこれに対し、イギリス統治の可否を問う住民投票を1967年に実施し、住民は 12138 対 44 という圧倒的大差でイギリスへの帰属を選択した。この投票はスペインの態度を決定的に硬化させ、1969年にスペインは国境を封鎖して物流とスペイン人の通勤を差し止めるという、ジブラルタルに対する経済封鎖に踏み切った。これによってジブラルタルは陸の孤島と化し、往来はモロッコ経由かロンドンからの航空便に頼るしかなくなった。1982年にスペインに社会労働党政権が発足すると、徒歩での往来が許可されるなど封鎖は部分的に解かれ、両国間の交渉再開が宣言された。1985年には封鎖は完全に解除された。
2002年には共同主権の検討がなされた。これに対し、地元の二大政党である保守政党のジブラルタル社会民主党および革新政党のジブラルタル社会主義労働党は、共にスペインに対する主権の譲渡に強硬な反対を行い、住民投票においても90%以上が反対の意思を示したため、この構想は実現しなかった。これ以降、帰属に関する交渉はイギリス、スペインにジブラルタル自治政府を加えた三者間会議に移り、2006年9月に初の会議が開かれた。ジブラルタル自治政府はその3か月後、自治権拡大を意図した新憲法草案を住民投票にかけ、可決させた。
2016年のイギリスの欧州連合離脱是非を問う国民投票において、ジブラルタルでは残留支持票が95.9%に達していたが、全国集計では離脱支持票が上回り、EU離脱が決定した。スペイン側は、ジブラルタルの共同主権での統治を経た後のスペイン返還を投票翌日に提案したが、英政府とジブラルタルのピカード主席閣僚は対決姿勢を鮮明にした声明を発表している。
ジブラルタルの独立を求める声もある。特にジブラルタルの元首相でもある、ジブラルタル社会主義労働党のジョー・ボサノ党首はEUの後援の元での、独立を求めていた。
なお、2018年12月4日には、スペイン海軍の艦船がジブラルタルの領海に無断で侵入し、スペインの国歌『国王行進曲』を大音量で流す事件が発生した。

## 経済

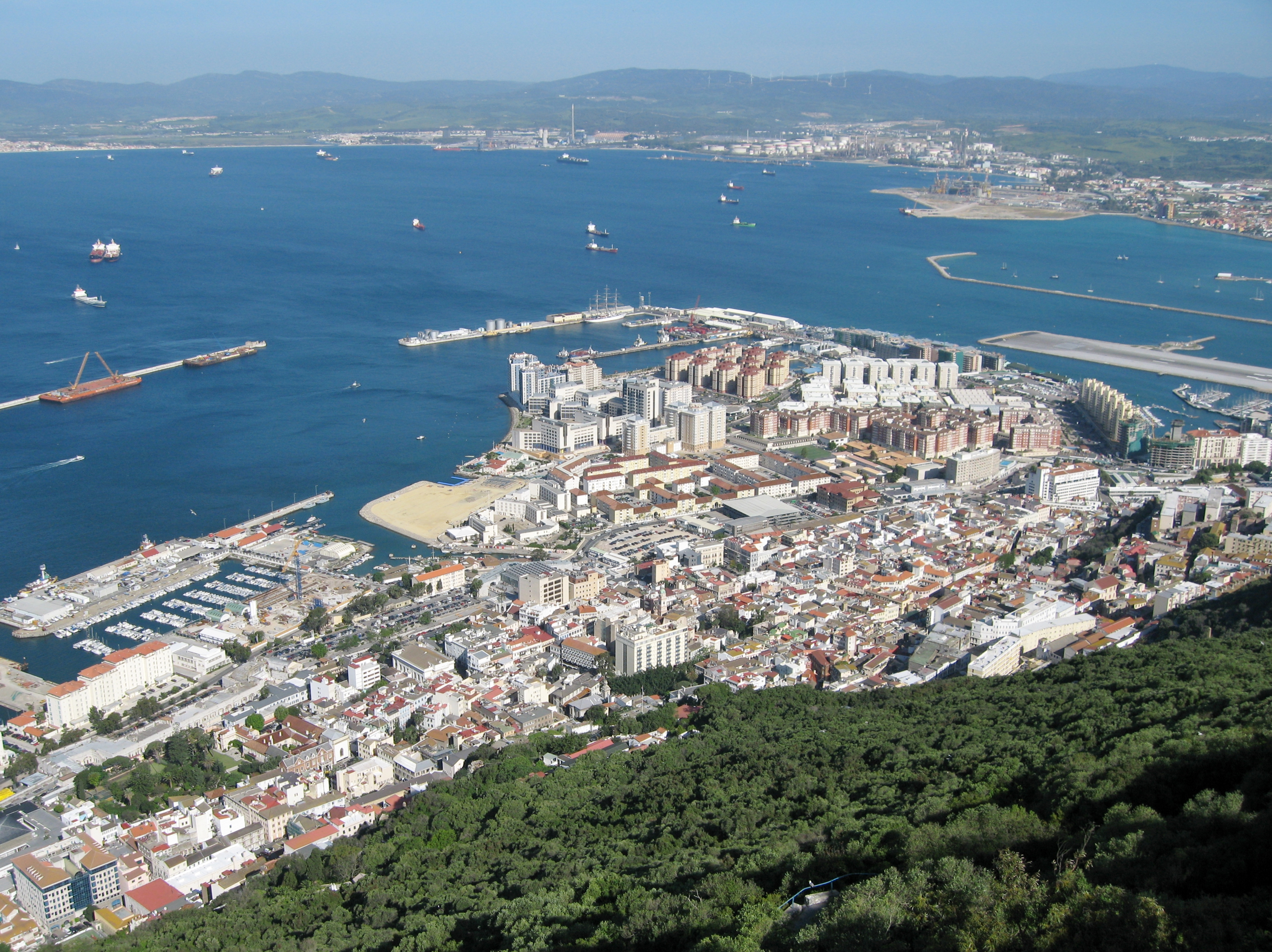
ジブラルタル港（左）と市街

ジブラルタルの主な経済基盤は、第一には駐留するイギリス軍（守備隊および海軍ドック）に関する軍事関連産業である。ほか、ジブラルタル港では自由港として中継貿易も多く行なわれている。ジブラルタルはもともと領土が狭く、さらに平地が限られるため、農業はほとんど見られない。工業も小規模な食品加工関連（タバコ、飲料、缶詰など）があるだけである。近年は観光開発にも力を入れており、1988年には377万人が観光に訪れた。また、スペインに対して相対的に低い法人税が銀行・金融部門の成長を促しており、2013年時点で同部門がGDPに占める割合は25-30%に増加、特にオンライン・ギャンブル関連はGDPの15%を占めるまでになっている。ジブラルタルで正規に登録されている企業は1万8000社にのぼるが、ペーパーカンパニーも少なくなく、英系金融機関と密接な関係のある租税回避地として域外（特にスペイン）から問題視されているという面もある。
人口の約60%は総督府に雇用されている。民間部門では建設業、船舶修理業、観光業などの従事者が多くみられる。
通貨としてジブラルタル・ポンド（イギリス・ポンドと等価）が発行されている。ジブラルタルではイギリス・ポンドも使えるが、逆にイギリス本国でジブラルタル・ポンドを使うことはできない。ユーロが使える店舗も多いが、レートにばらつきがある。ジブラルタルには消費税がない。

## 社会

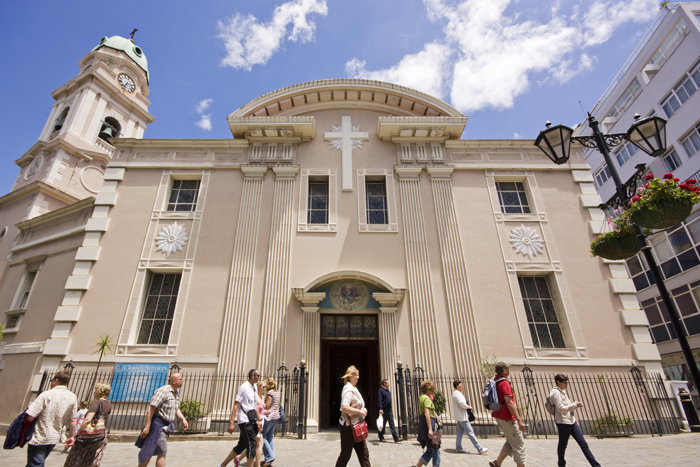
セント・マリー・ザ・クラウンズ教会

3万人近い人口のうち、イギリス系 27%、スペイン系 24%、イタリア系 19%、ポルトガル系 11%、他 19%という比率になっている。また、スペインはユダヤ人を追放したことから独特のユダヤ人コミュニティが成立している。小売業に多いインド人やモロッコからの労働者もそれぞれコミュニティを形成している。何世紀にもわたりジェノバ人、ユダヤ人、マルタ人、モロッコ人、イギリス人、スペイン人が行き交った結果、ジブラルタルは様々な民族の混血が進んでいる。1925年以前にジブラルタルで生まれたものおよびその子孫である「ジブラルタル人」はイギリスの完全な市民権を認められており、人口全体の2/3を占める。それ以外の外国人（人口全体の1/5）および軍関係者は居住権がないため居住許可証を必要とする。スペイン本土からは毎日1万人ほどが越境通勤してくる。
住民の多くはカトリックであり、ジブラルタル教区の司教座聖堂としてセント・マリー・ザ・クラウンズ教会が置かれている。また、イングランド国教会の主教座聖堂としてはホーリー・トリニティ教会があり、こちらのジブラルタル教区はスペイン・ポルトガル・モロッコと広範囲にわたる。
公用語は英語であるが、ほとんどの住人はスペイン語を母語とするバイリンガルである。また、英語、スペイン語、フランス語、ポルトガル語、ヘブライ語、アラビア語の影響を受けたジャニート語（ラニト語）も話されており、ジブラルタル人は自分たちのことをジャニートス（西: Llanitos）と呼ぶことがある。ほか、ヘブライ語、アラビア語も用いられている。
教育は、4-15歳を義務教育とし、公立小学校が12校、公立総合中学校が2校、私立小学校が2-3校ある。大学などの高等教育はイギリス本国で受けることになる。
文化的にはイギリスとスペインの折衷という面を持ち、街並みにはエドワード朝様式や地中海様式が混在し、さながらイングランドのポーツマスとイスラエルのテルアビブを足し合わせたような趣を持つ。

## 交通

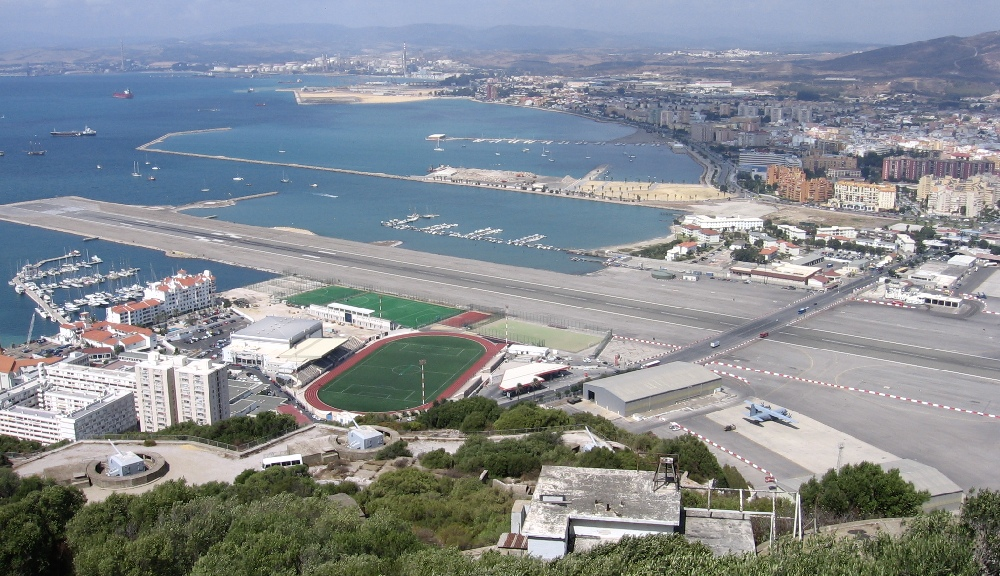
ジブラルタル国際空港の滑走路は西側がジブラルタル湾に大きくはり出し、南北に道路が平面交差している。

50kmの道路と50kmのトンネルがある。20世紀初めにザ・ロックの東西を結ぶトンネルが掘られ、道路網が整備された。
ジブラルタル港には旅客船も寄港しており、モロッコのタンジールとの間で毎日カーフェリーが往来している。自動車の通行区分は、イギリス本土の左側通行ではなく、近隣諸国と同じ右側通行である。
ジブラルタル国際空港はスペインとの国境付近にあり、滑走路は国境に沿うようにジブラルタルのある半島を完全に横切って、一部は海に突き出して作られている。国境検問所とジブラルタル中心部を結ぶ道路は滑走路と平面交差している。そのため飛行機が離着陸する時は、道路側に設置された遮断機が降り通行禁止になる。
この対航空機「踏切」は自動車だけでなく自転車・歩行者も通行可能である。この問題の解消にむけて、立体交差のための新設道路およびトンネルの建設を行っており、当初は2009年完成予定であった。しかし工事遅延のため2023年になってようやく完成し、踏切の自動車通行は原則禁止された。

## スポーツ

### サッカー
ジブラルタルサッカー協会（GFA）は1895年設立という古い歴史を持つが、FIFAには2016年まで未加盟であった。これは、加盟に関してジブラルタルの領有権を主張するスペインが「ジブラルタル代表の加盟を認めるなら、スペインはFIFAより脱退する」と、強い圧力をかけていたからである。しかしUEFAについては2013年、FIFAには2016年に加盟が認められている。
サッカージブラルタル代表は、FIFAワールドカップおよびUEFA欧州選手権には未出場である。国内リーグとしては、2019年にジブラルタル・ナショナルリーグが開始された。前身は1905年創設のジブラルタル・プレミアディヴィジョン。また、プレミアリーグ・チェルシーの女性医療トレーナーであったエヴァ・カルネイロは、著名なジブラルタルの出身者として知られる。

### クリケット
クリケットも人気スポーツの一つであり、18世紀後半から行われた。当初はイギリス軍人によってプレーされていたが、すぐに地元住民がクリケットを始めるようになった。ジブラルタル・クリケット・クラブは1883年に設立され、1930年代には地元出身のクリケット選手を数多く輩出し、クリケット競技は隆盛を極めた。1960年にジブラルタルクリケット協会が設立され、1969年に国際クリケット評議会に加盟した。2000年と2002年にはICC欧州選手権ディビジョン2で優勝した。

## エピソード
- 米国の金融グループ、プルデンシャル・ファイナンシャルは、社章にジブラルタル（ジブラルタ）・ロックをデザインしている。これはジブラルタルの要塞が難攻不落という意味から生まれたことわざ "As safe as the Rock"（ジブラルタル・ロックのように安心）から作成された。このプルデンシャルの傘下にある日本の外資系生命保険会社、ジブラルタ生命保険は、社章だけでなく社名もジブラルタルにちなんでいる。
- 1969年3月20日、ジョン・レノンとオノ・ヨーコはこの地で結婚式を挙げた。ジブラルタル郵政局は1999年に結婚30周年の記念切手を発行している[8]。
- 1981年、イギリスのチャールズ3世（当時、王太子）とダイアナ妃の新婚旅行の第一目的地となった。ジブラルタルの返還を求める立場のスペイン国王フアン・カルロス1世はこれに抗議し、結婚式への参列をボイコットした[1][8]。
- 2002年2月17日、イギリス海兵隊がジブラルタルへの上陸演習を行ったが、誤ってすぐ北のスペイン領内であるラ・リネアに上陸した。民間人の多数いた海岸に上陸してしまった海兵隊員達は駆けつけたスペイン警察の警察官に位置の誤りを指摘され、即座に沖合の揚陸艦に撤収した。英国防省は2月19日にスペイン政府に対し正式に謝罪し、「我が国はスペインへの侵攻の意図は全くない」とコメントした。
- 2012年5月18日、エリザベス2世の即位60年を祝う昼食会が開かれたが、体調不良（訪問先のボツワナで転んで腰を強打、手術を受けた）により欠席したフアン・カルロス1世の代理として出席することになっていたソフィア王妃も、イギリス王族の同島訪問予定に抗議し欠席した。

## ギャラリー

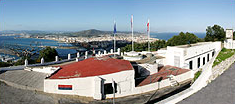
プリンセス・キャロライン砲台
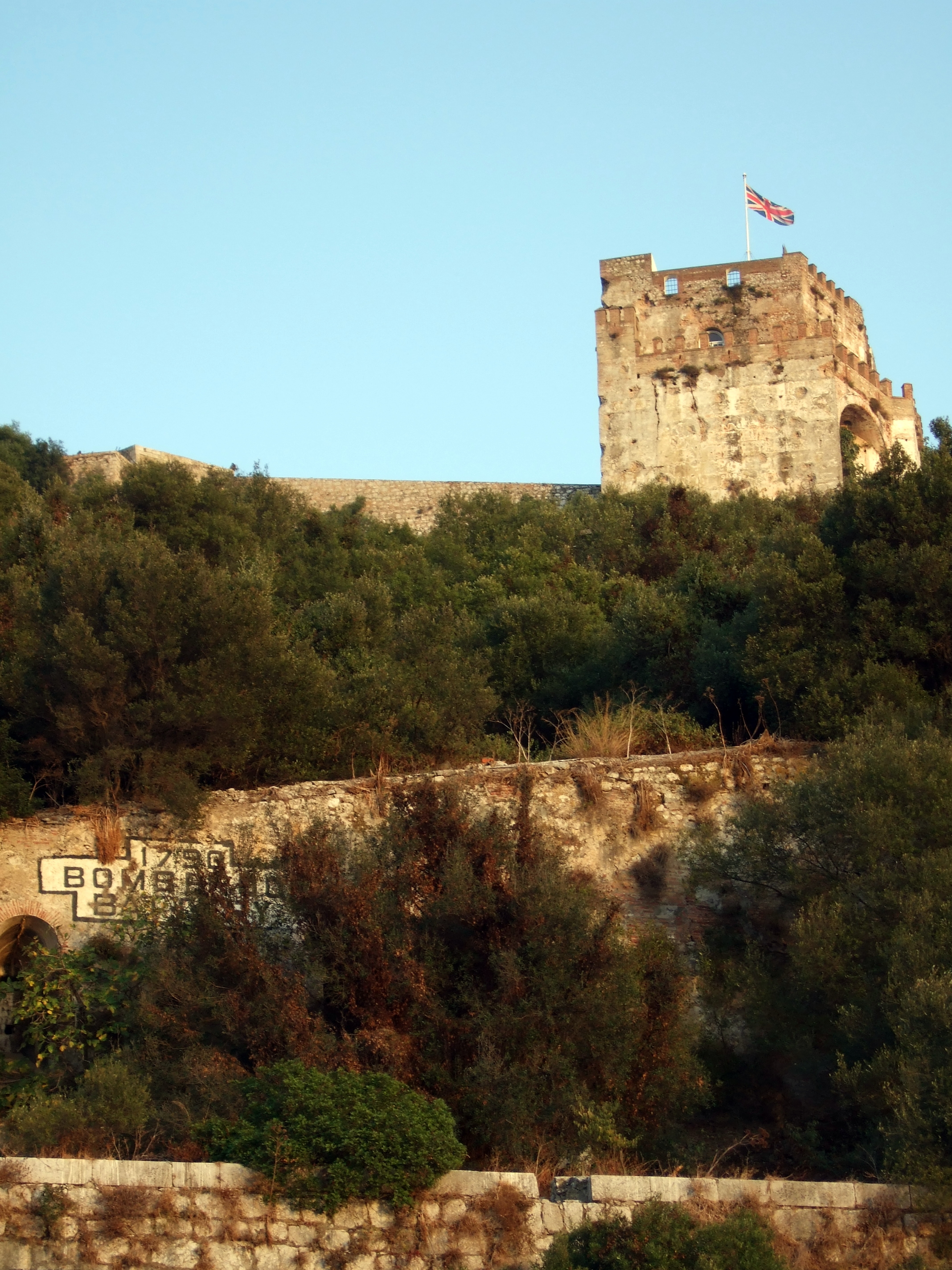
ムーア城
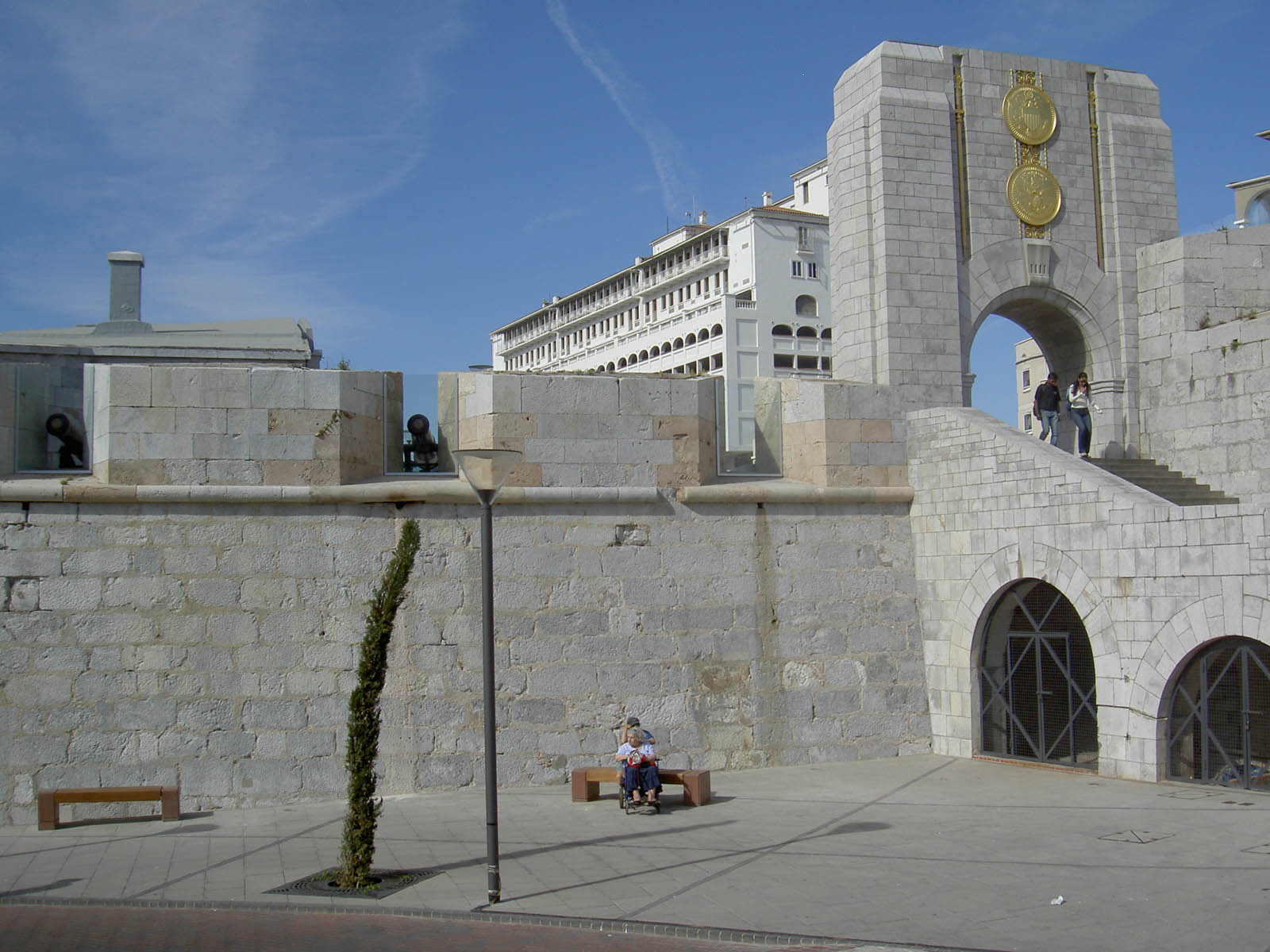
アメリカ戦争記念門
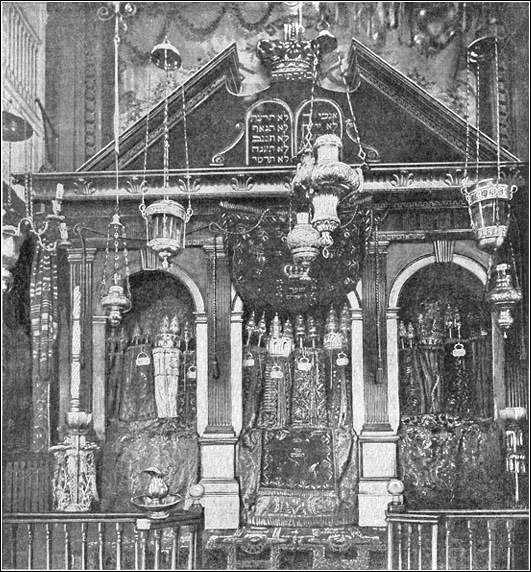
グレート・シナゴーグ
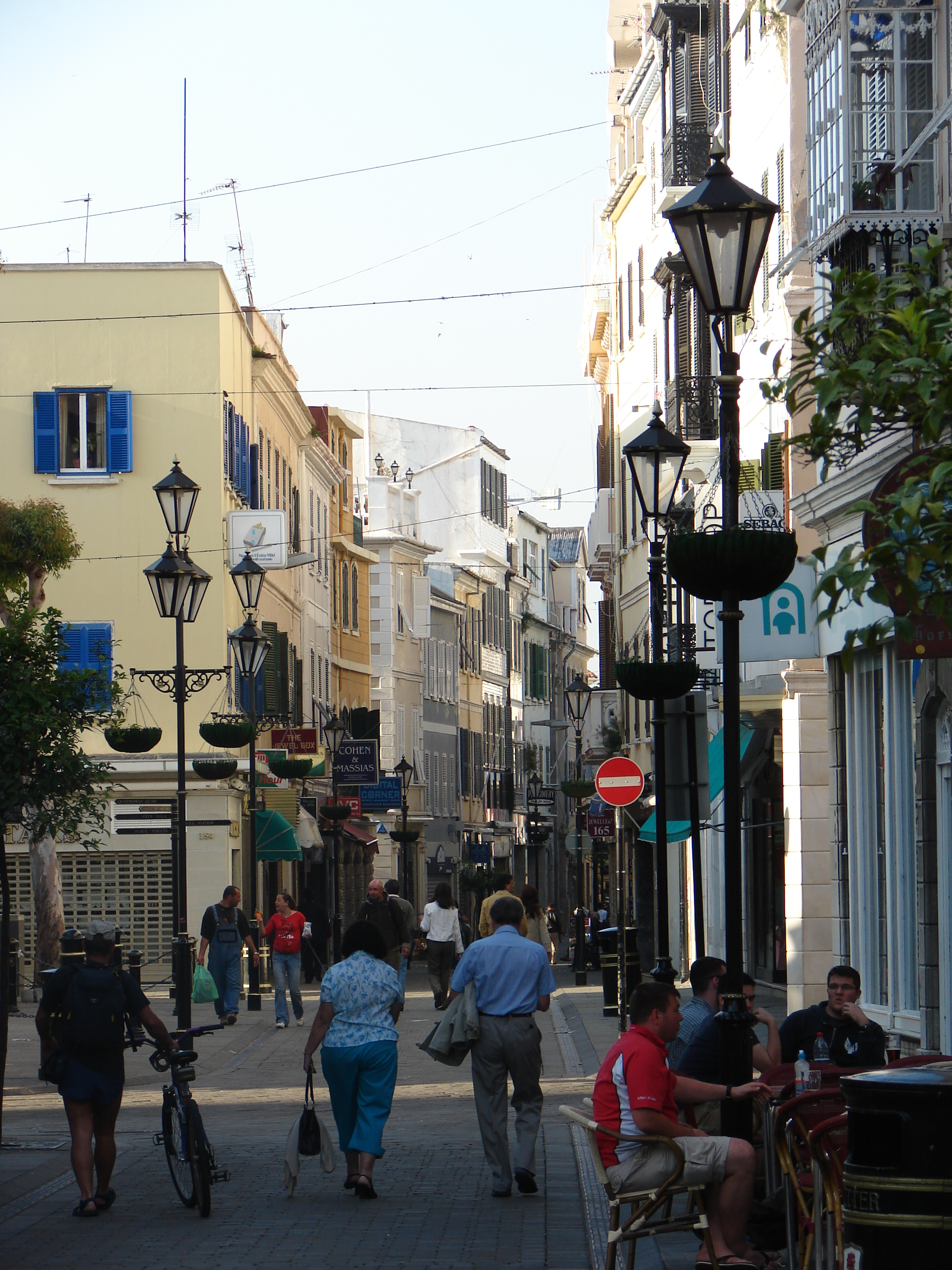
メイン・ストリート
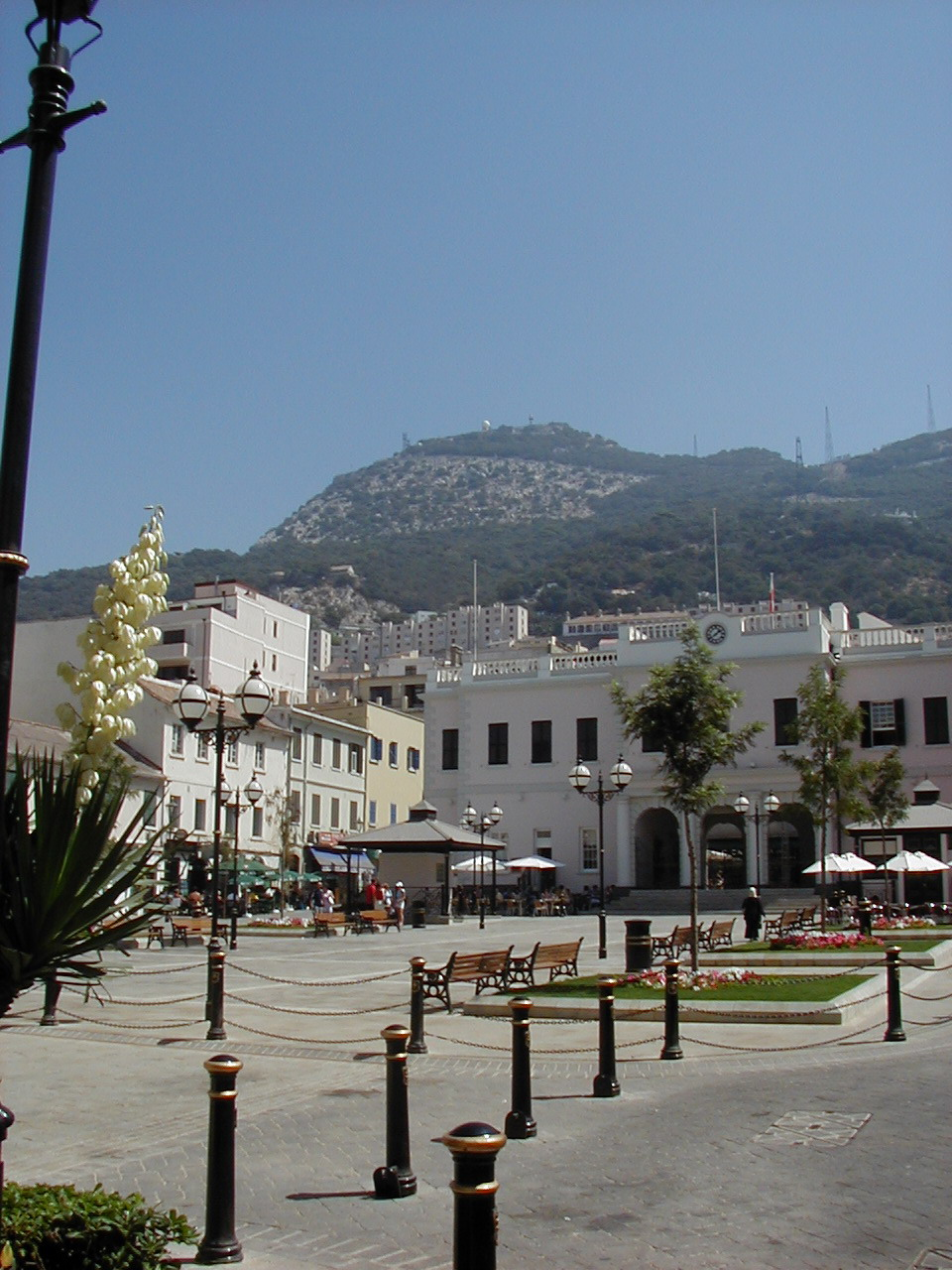
ジョン・マッキントッシュ・スクエア
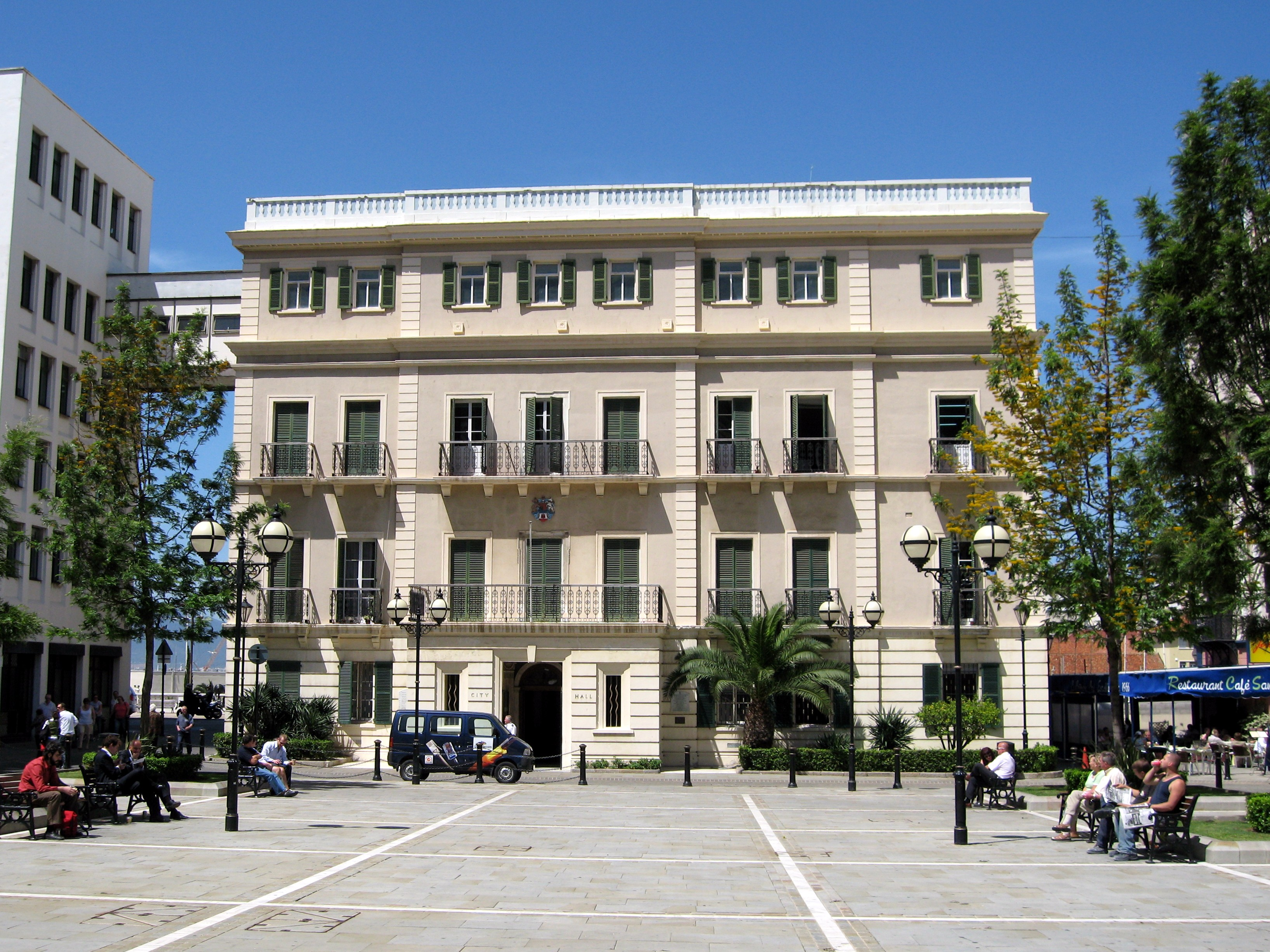
ジブラルタル・シティ・ホール
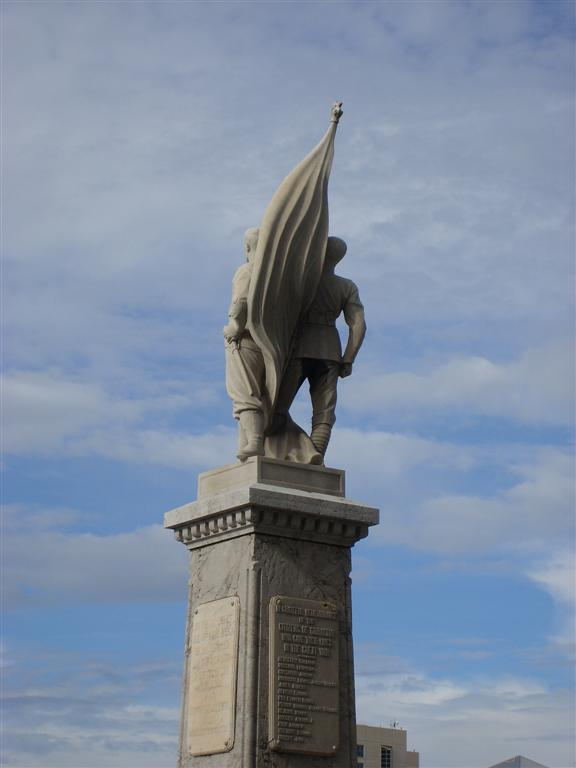
ジブラルタル戦争記念碑
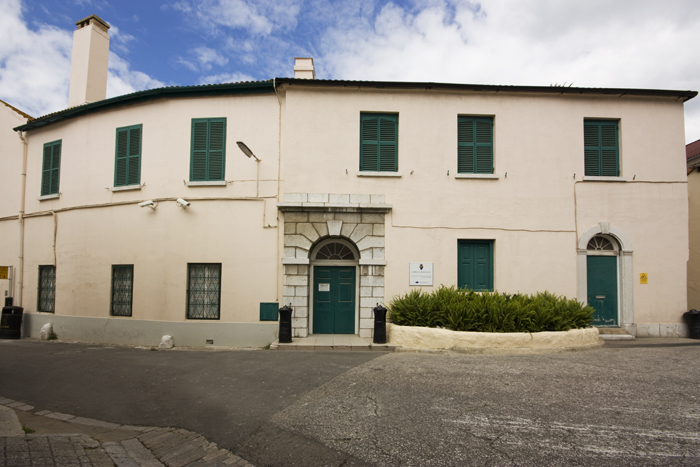
ジブラルタル博物館
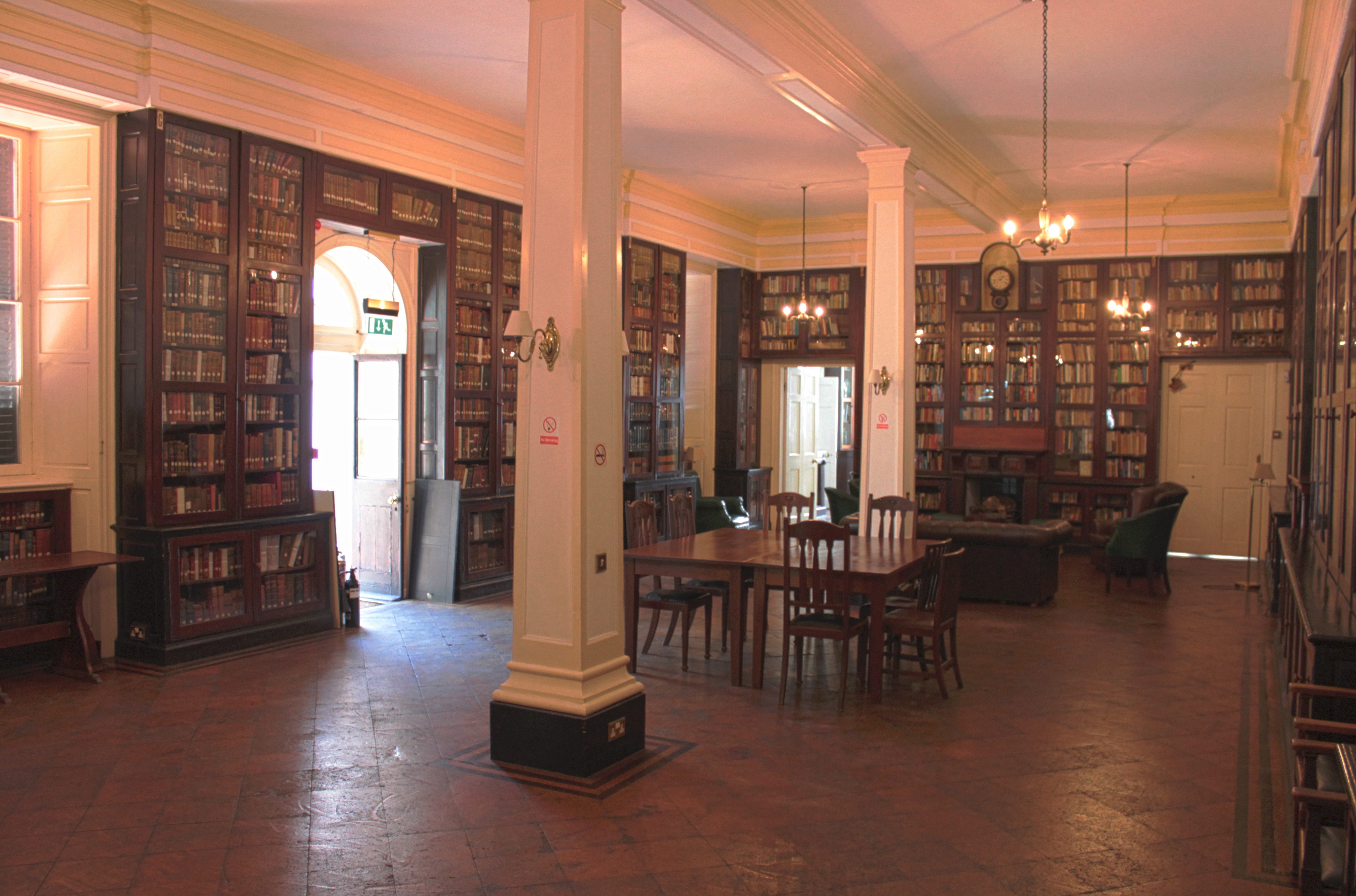
ガリスン図書館
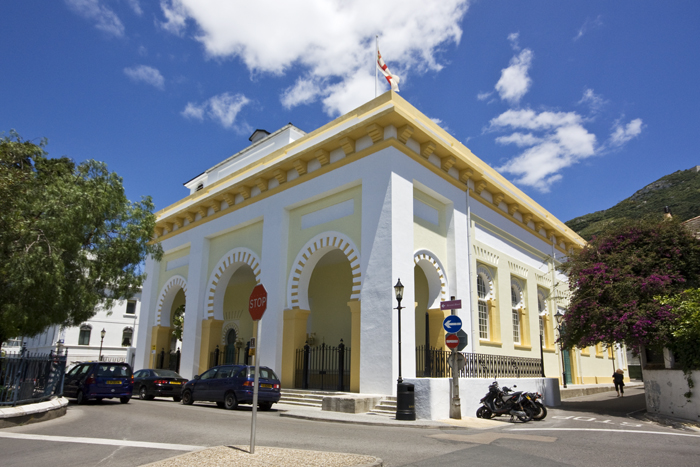
ホーリー・トリニティ教会
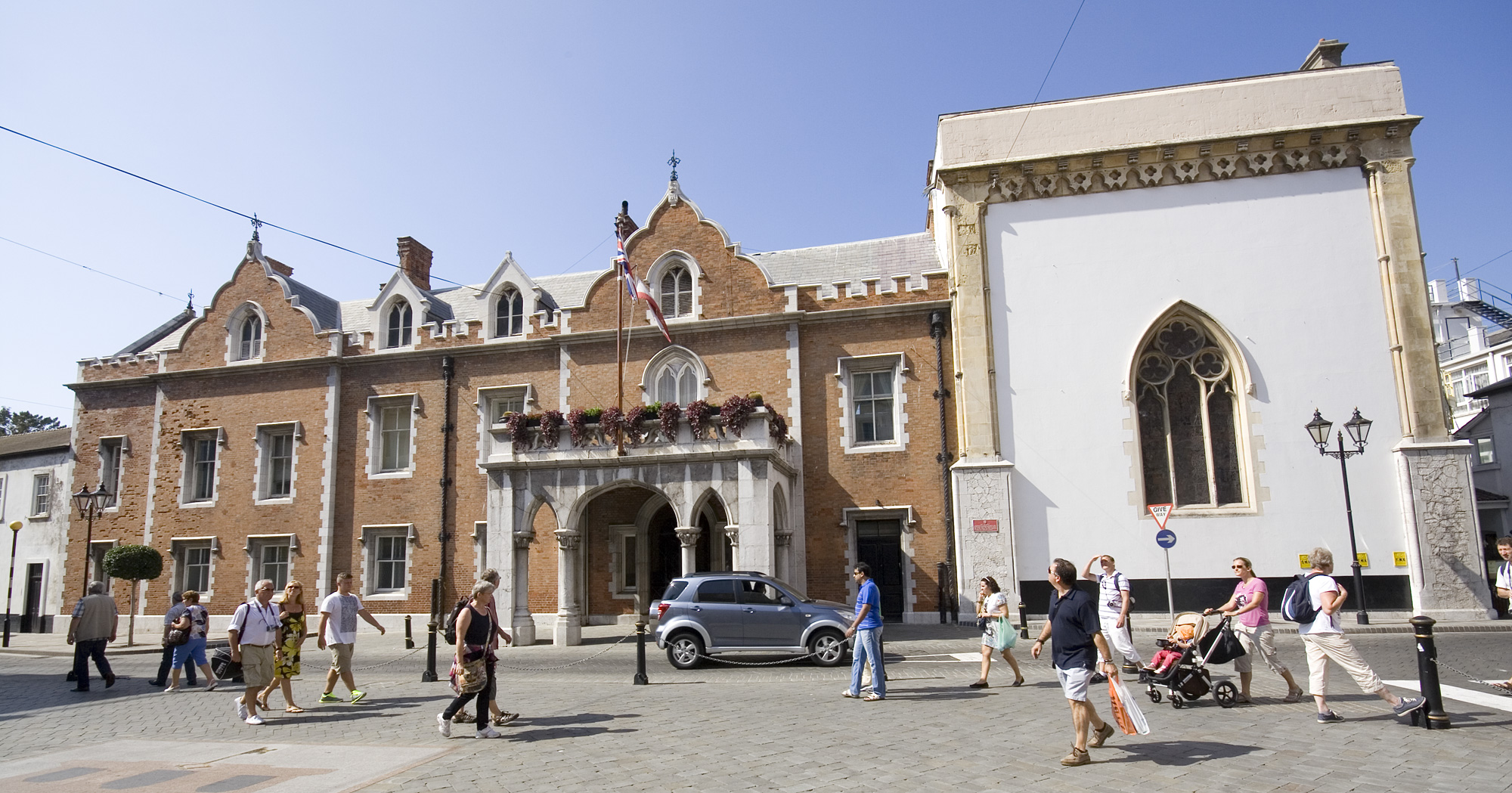
ザ・カンヴェント（総督公邸）とキングス教会
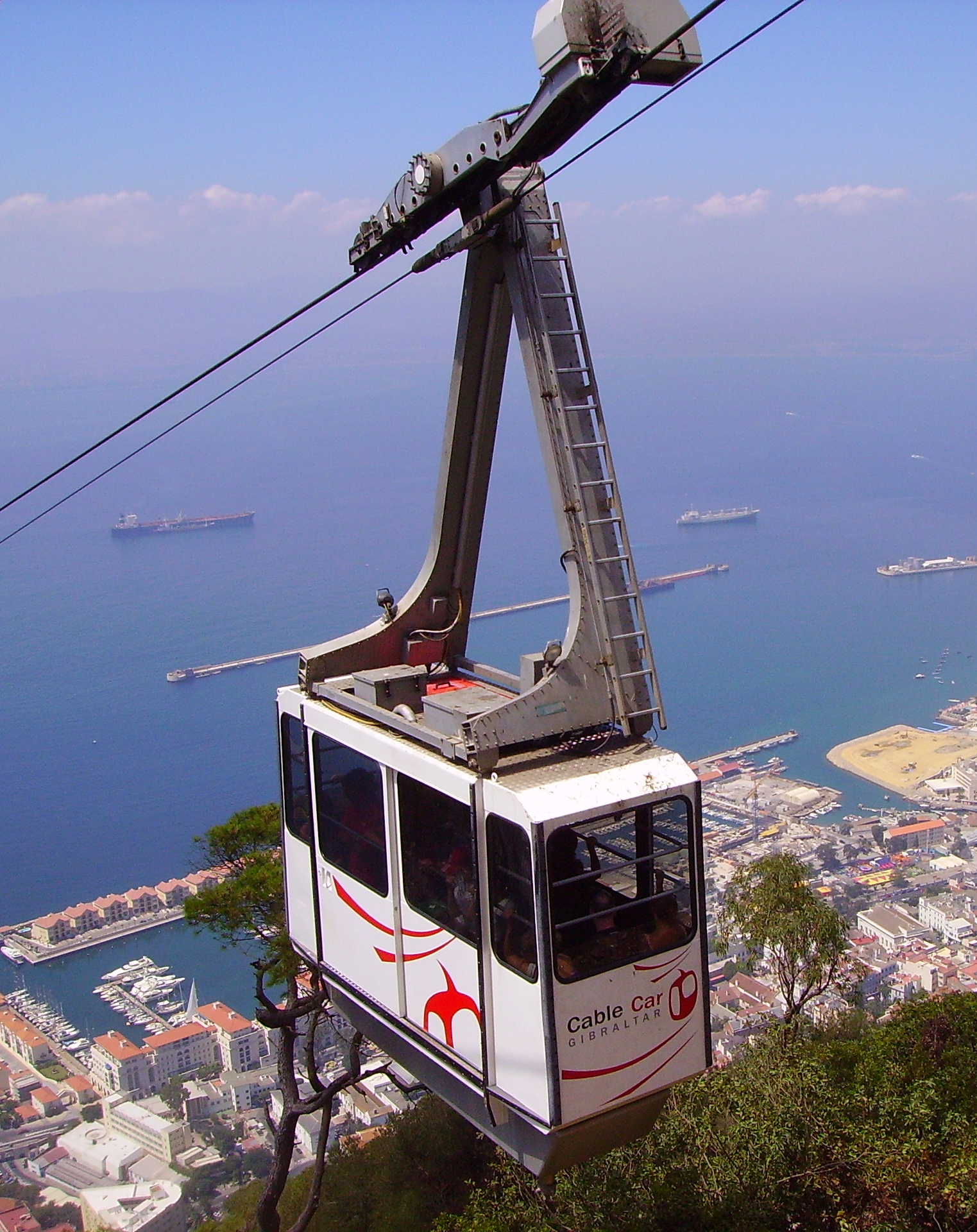
ジブラルタル・ケーブルカー
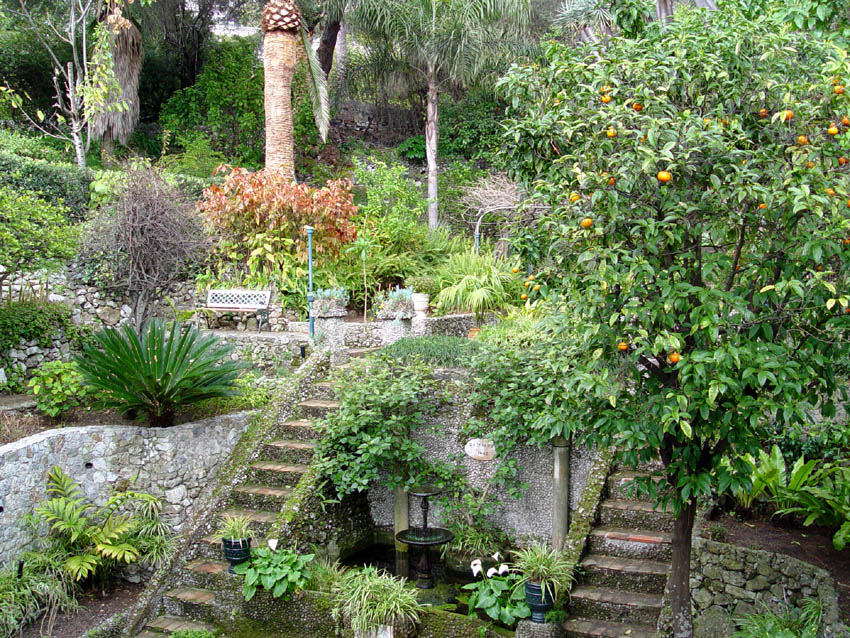
アラメダ庭園
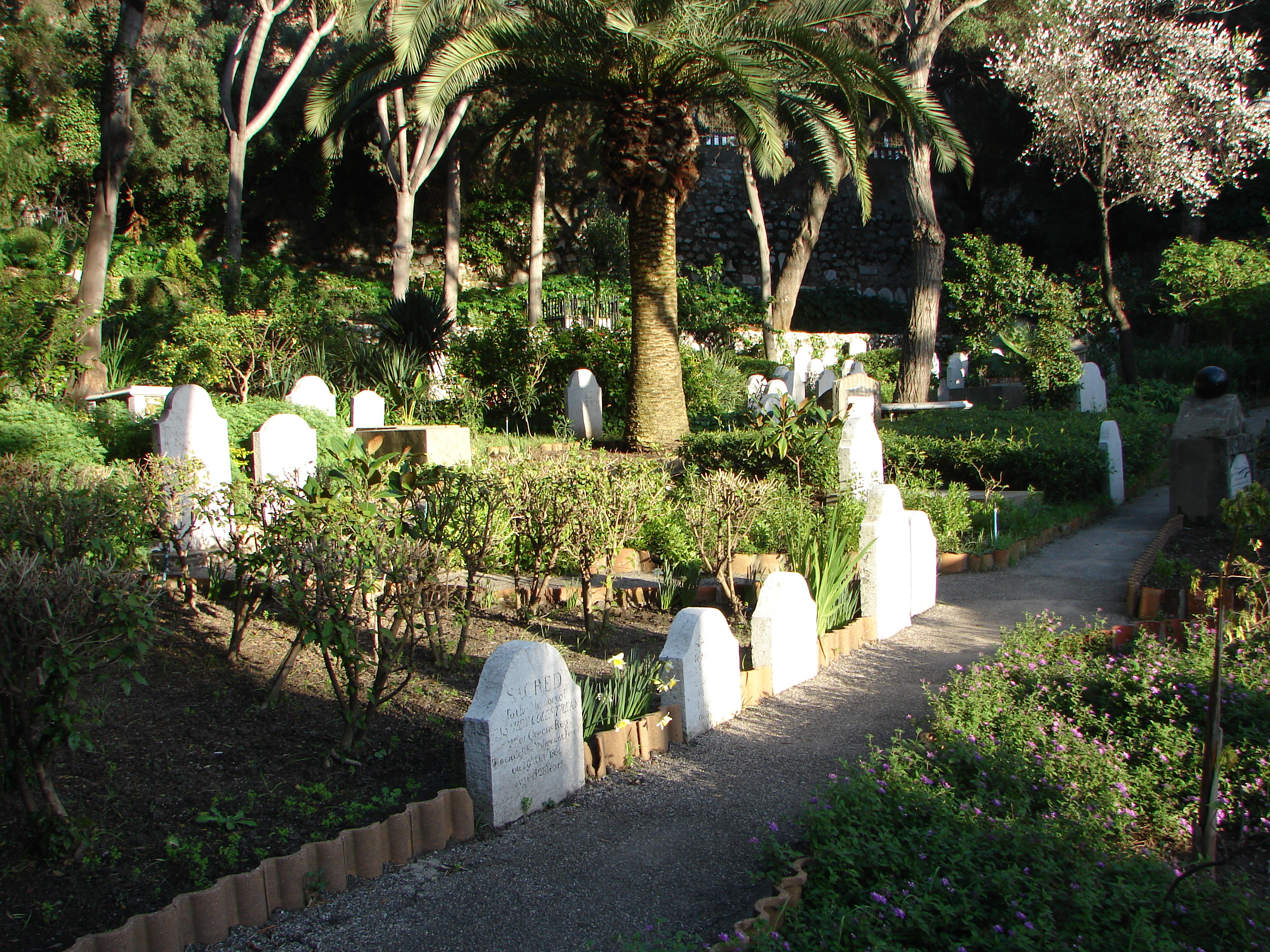
トラファルガー墓地
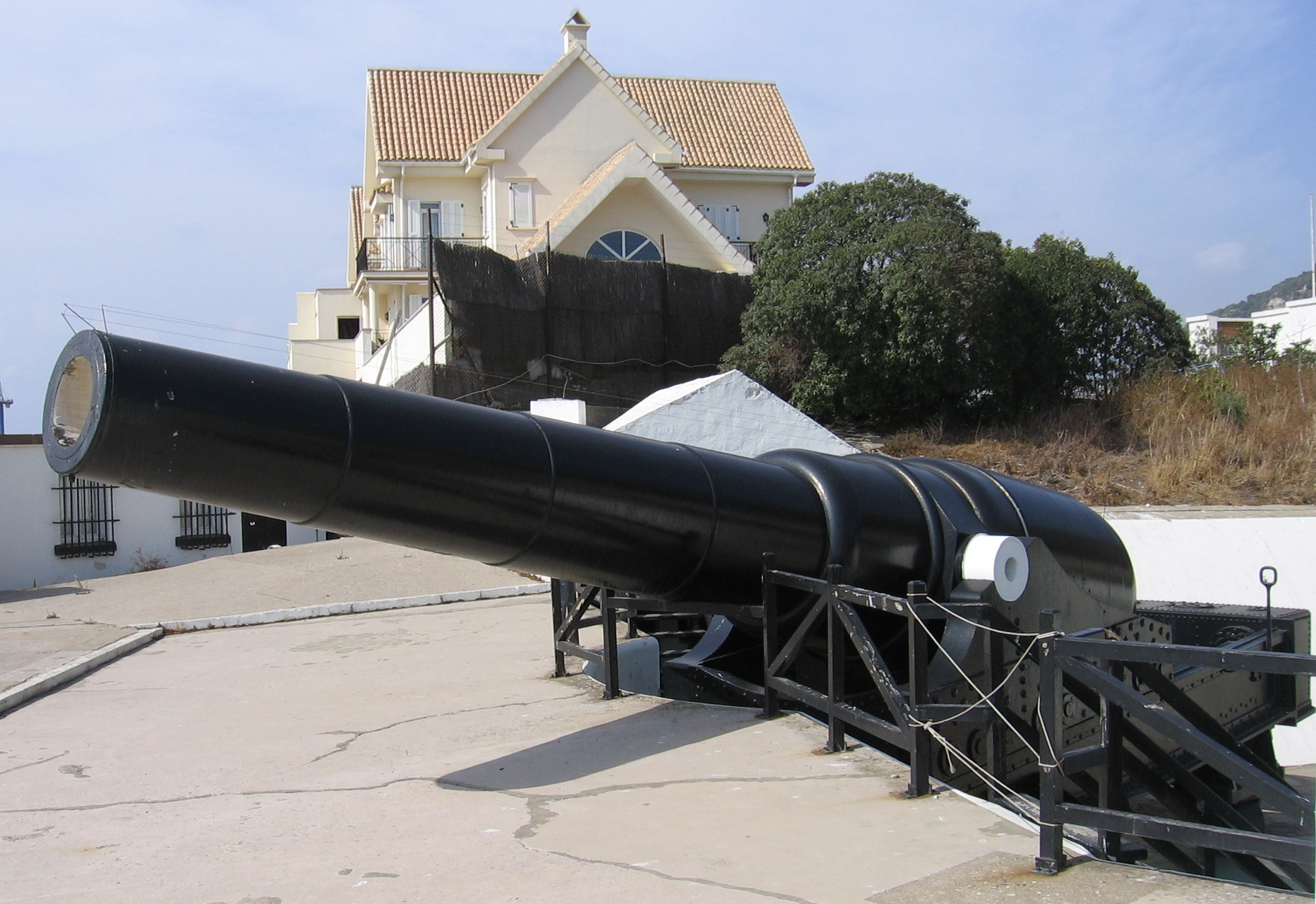
ネイピア・オブ・マグダラ砲台
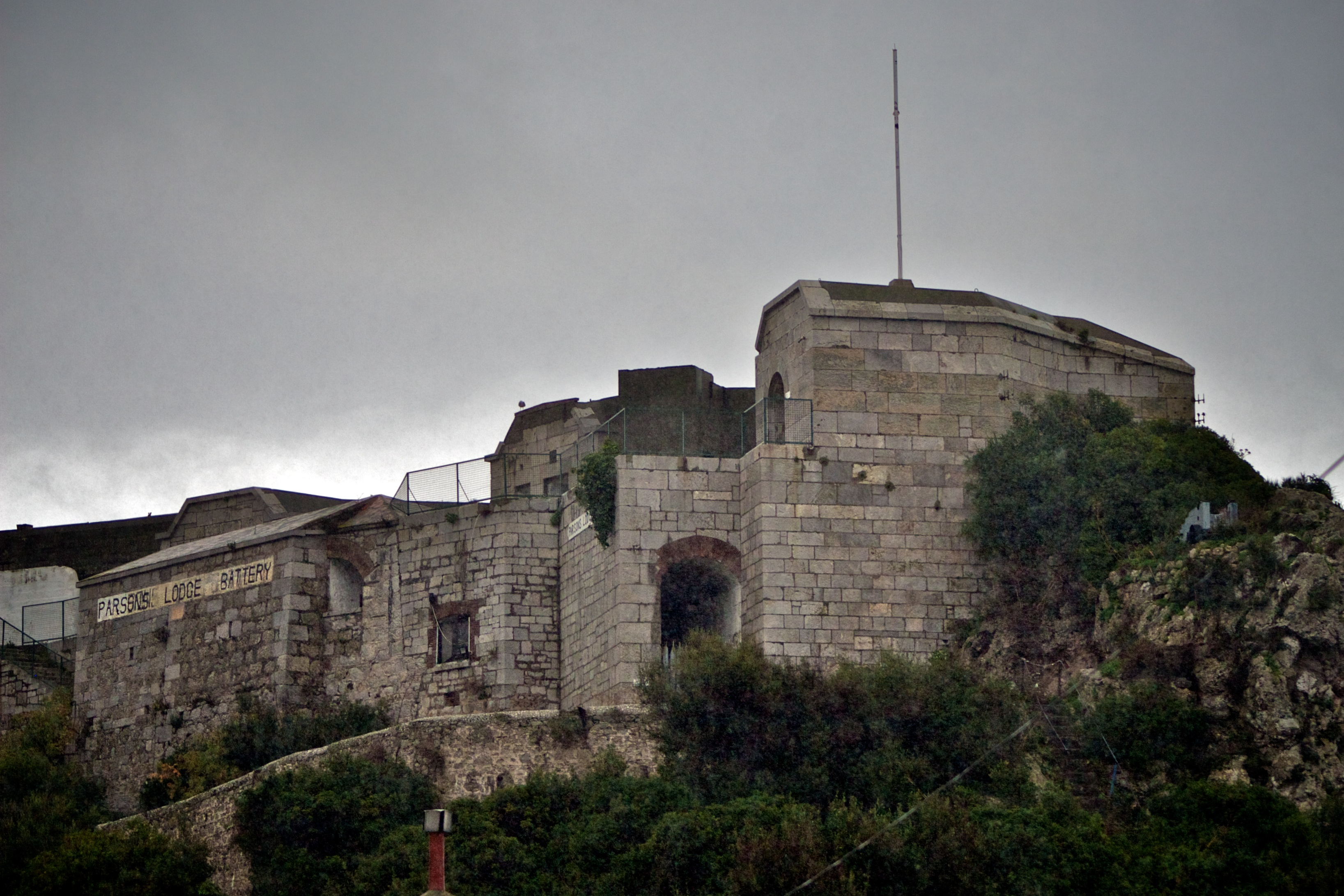
パースンズ・ロッジ砲台
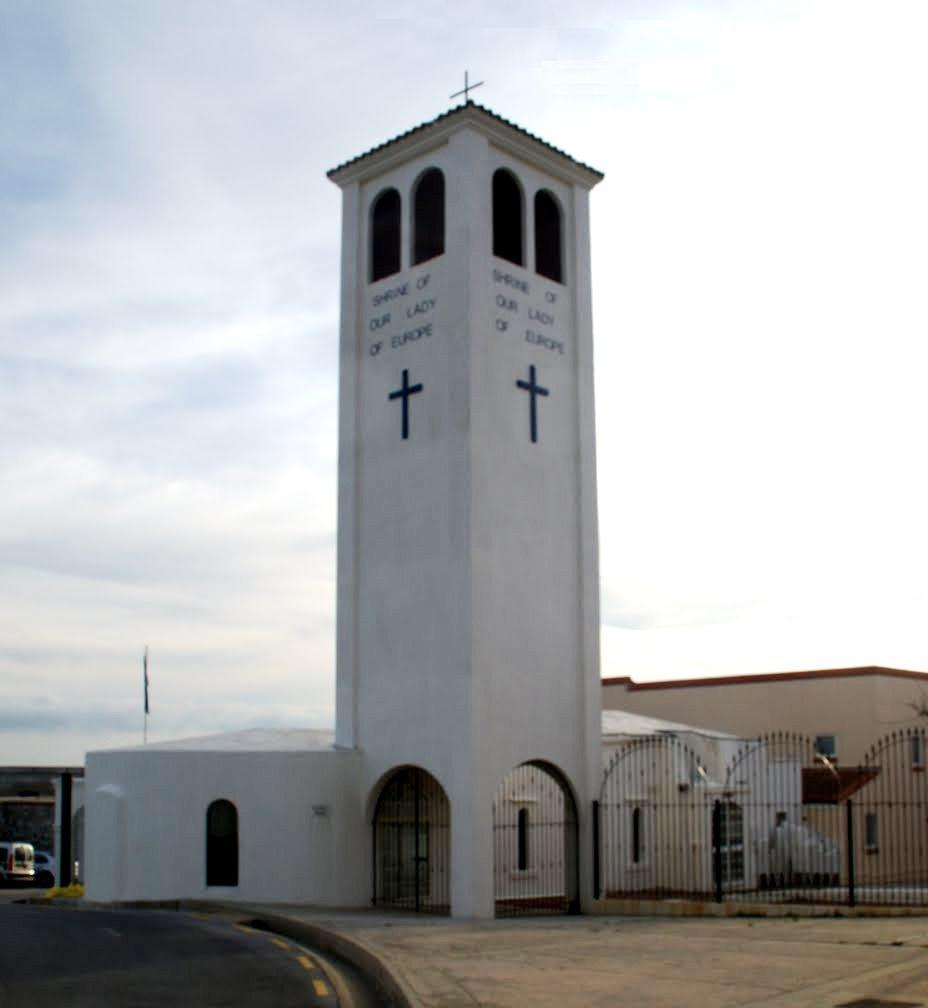
聖母マリア教会
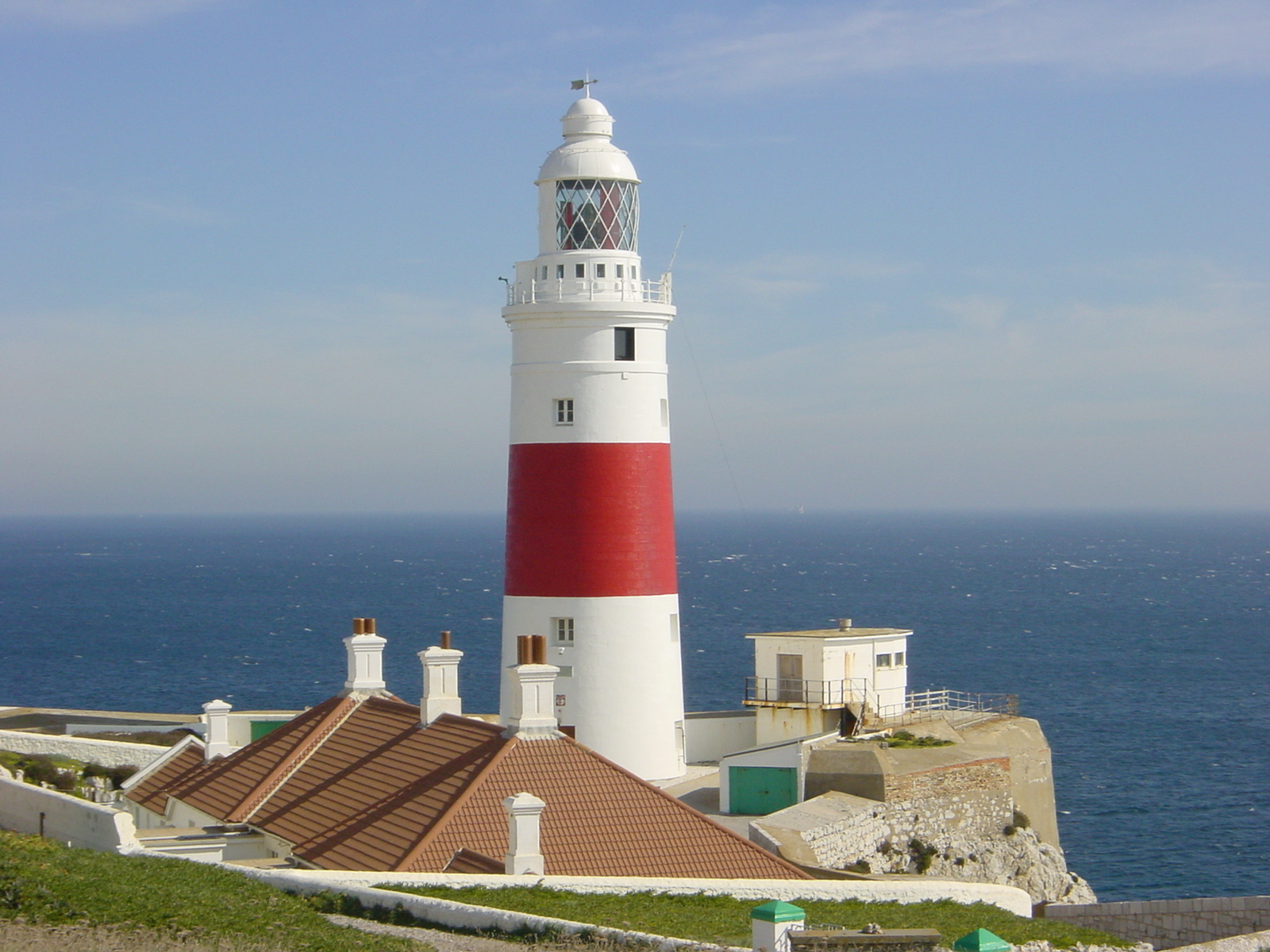
エウローパ岬灯台

## 関連書籍
- 「われらが英雄スクラッフィ」 ポール・ギャリコ ISBN 4488194044 第二次大戦中のジブラルタルを舞台にしたユーモア小説